# Jean Louis Nicodé

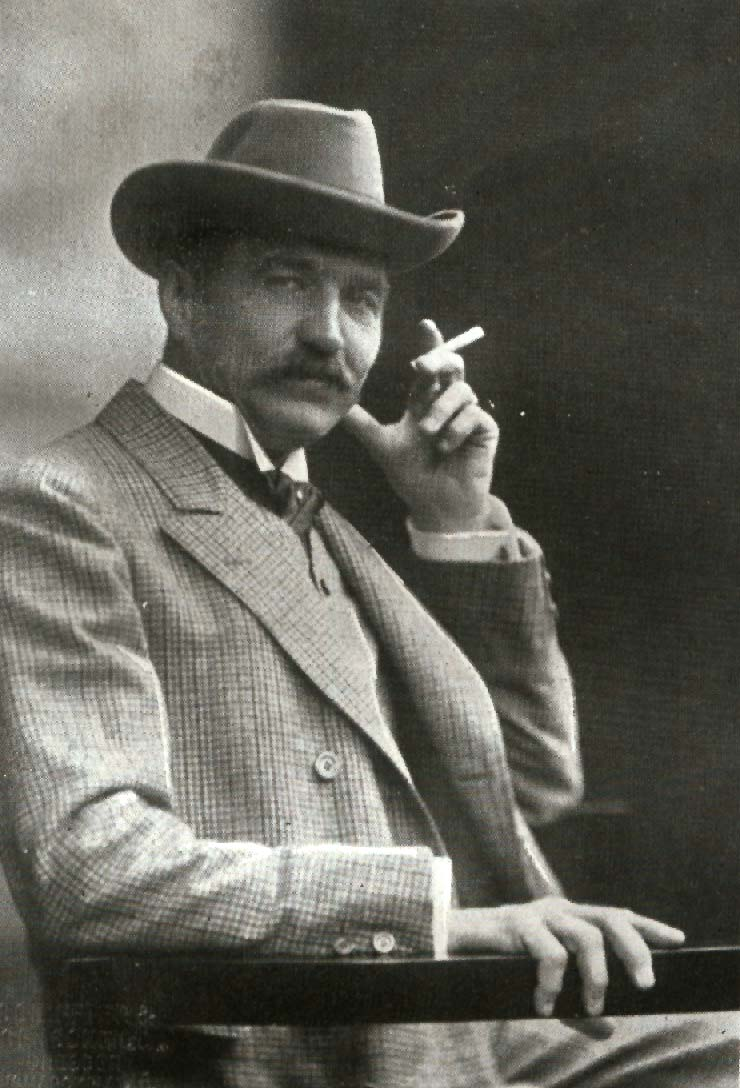
Jean Louis Nicodé im Jahr 1906

Jean Louis Nicodé (* 12. August 1853 in Jersitz, Landkreis Posen; † 14. Oktober 1919 in Langebrück) war ein deutscher Komponist, Dirigent, Pianist und Musikpädagoge.

## Leben
Nicodé war der Sohn eines Geigers und Musiklehrers, der einer Hugenottenfamilie entstammte. Die Familie zog wegen eines „Missgeschicks“ nach Berlin. Sein Vater erkannte und förderte das Talent seines Sohnes Jean Louis. Später bekam er Privatunterricht von dem Organisten Hartkaes. Als Schüler trat Nicodé 1869 in die Neue Akademie der Tonkunst ein. Vom Direktor Theodor Kullak erhielt er Klavierunterricht, Richard Wüerst und Friedrich Kiel führten ihn in die Theorie und die Kompositionslehre ein. Als „gewiegter Pianist und Kontrapunktiker“ verließ er die Akademie und erhielt bald die Gelegenheit, sein Können in Berlin vorzuführen.

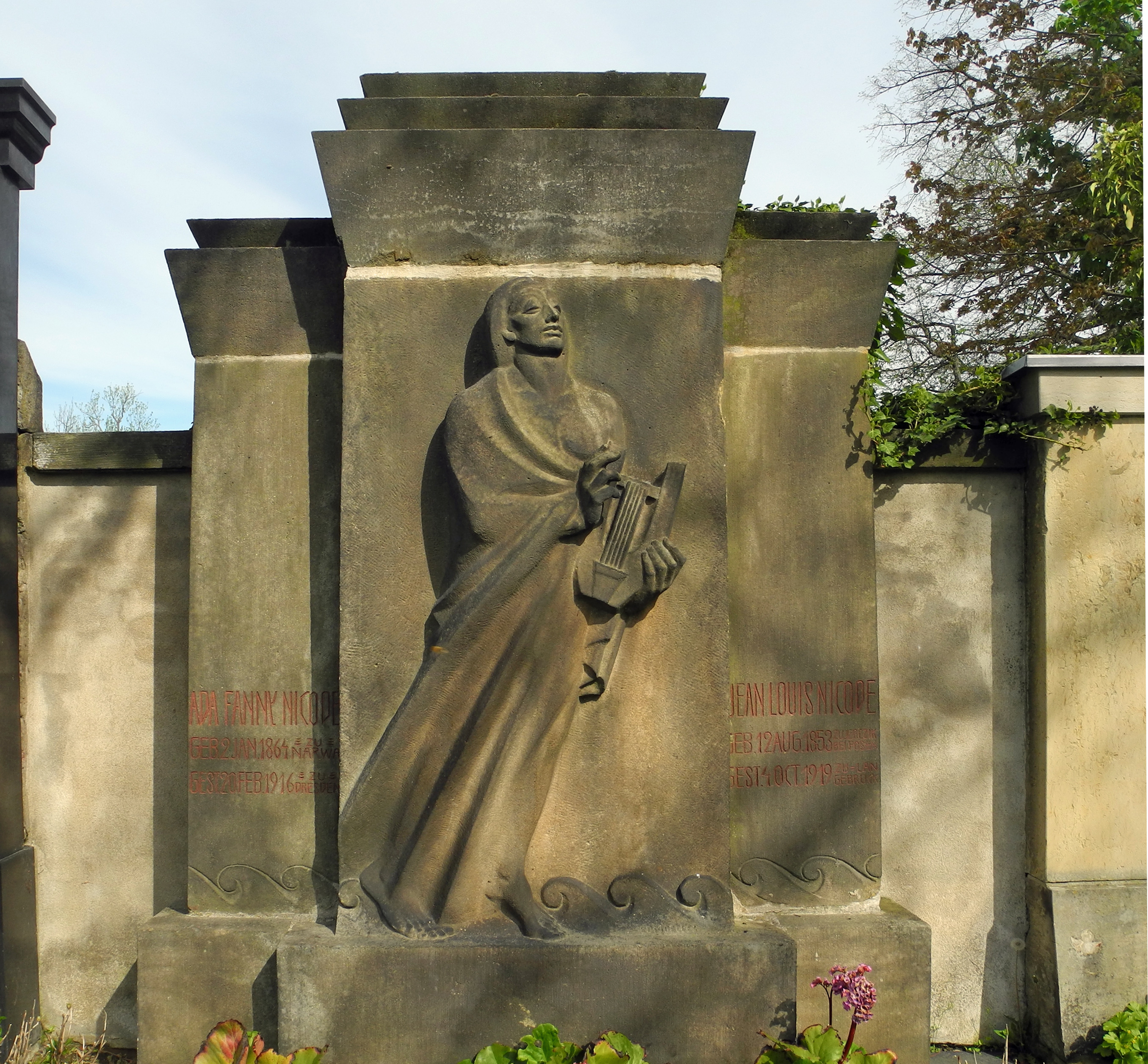
Grabstätte Nicodé auf dem Friedhof Langebrück

Einer breiteren Öffentlichkeit wurde er 1878 auf einer Konzertreise mit der Sopranistin Désirée Artôt de Padilla durch Galizien und Rumänien bekannt, die ihm im gleichen Jahr die Anstellung als erster Lehrer am Königlichen Konservatorium in Dresden verschaffte. Unter der Leitung von Franz Wüllner arbeitete er dort bis 1885 und ging dann wegen inhaltlicher Streitigkeiten mit der Konservatoriumsleitung im November nach Berlin. Dorthin hatte ihn Hermann Wolff als Künstlerischen Leiter der Philharmonischen Konzerte geholt. Bald kehrte er jedoch nach Dresden zurück und übernahm als Dirigent die Leitung der dortigen Philharmonischen Konzerte. Er setzte sich überwiegend für die musikalische Moderne seiner Zeit ein, z. B. für Franz Liszt, Felix Draeseke und Richard Strauss, häufig zum Ärgernis konservativer Konzertgänger. Bereits 1888 legte er die Stelle nieder, um sich der Komposition zu widmen. Nach fünf Jahren kehrte er im Jahr 1893 wieder in seinen Dirigentenposten zurück. Im Jahr 1900 ließ er sich im Dresdner Villenvorort Langebrück nieder, wo er bis zu seinem Tode in der Albertstr. 27 (heute Nicodéstr. 11) lebte. Dort schrieb er in fünfeinhalbjähriger Arbeit auch sein Hauptwerk – die Sinfonie Gloria!. Kurz vor seinem Tod wurde Nicodé 1918 zum Professor für Musik und 1919 zum Mitglied der Akademie der Künste in Berlin ernannt.

## Würdigung
Jean Louis Nicodé gilt in seinem letzten Wohnort Langebrück als berühmtester Bürger. Nach ihm wurde die vormalige Albertstraße in Nicodéstraße umbenannt. Auch der Langebrücker Nicodé-Chor trägt seinen Namen. Nicodés Briefnachlass sowie ein großer Teil seiner Kompositionen (darunter die Gloria!) wird in der Sächsischen Landesbibliothek – Staats- und Universitätsbibliothek (SLUB) in Dresden aufbewahrt. Weitere Briefe von Jean Louis Nicodé befinden sich im Bestand des Leipziger Musikverlages C.F.Peters im Staatsarchiv Leipzig. Die erste und nach wie vor einzige Gesamtaufnahme der Symphonischen Dichtung „Gloria!“ wurde 2013 von Steffen Fahl in seinem Projekt klassik-resampled.de digital produziert und ist dort online frei zugänglich.

## Werke
- Maria Stuart, op. 4

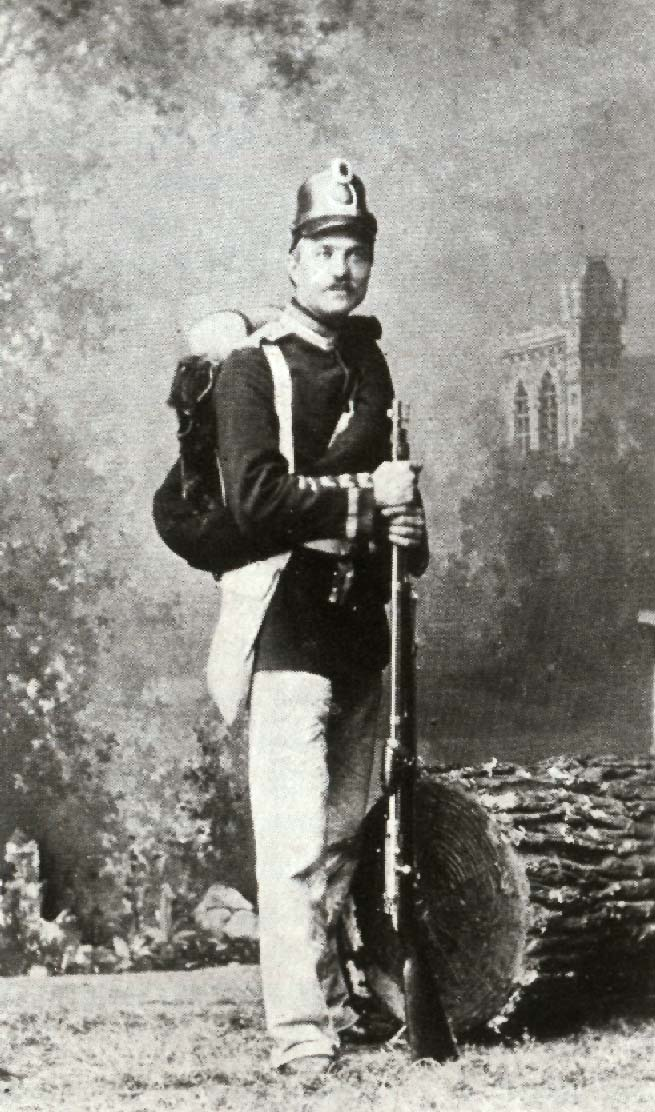
Nicodé als Reservist 1884

- Charakteristische Polonaise, op. 5
- Sechs Phantasiestücke: Andenken an Robert Schuhmann, op. 6
- Aphorismen, op. 8
- Charakterstücke, op. 9
- Walzer-Capricen, op. 10
- Die Jagd nach dem Glück, op. 11 (1878)
- Etüden, op. 12
- Italienische Volkslieder und Tänze, op. 13
- Romanze für Violine und Orchester, op. 14
- Lieder, op. 15
- Symphonische Suite, op. 17
- Variationen und Fuge über ein Originalthema, op. 18 nach Anton Rubinstein
- Sonate in f-moll, op. 19
- Jubiläumsmarsch, op. 20
- Etüden, op. 21
- Ein Liebesleben, op. 22
- Sonate in h-moll, op. 23
- Faschingsbilder, op. 24 (1890)
- Sonate in G-Dur, op. 25
- Symphonische Variationen, op. 27
- Bilder aus dem Süden, op. 29 (1886)
- Liederzyklus, op. 30
- Das Meer, op. 31
- Märchen und Auf dem Lande, op. 32
- Erbarmen, op. 33
- Gloria!, op. 34

## Zitat
- Die Harmonik Nicodés ist kühn und grossartig, seine kontrapunktische Meisterschaft imposant, seine Orchestration poetische, dramatisch und von besonderer Schönheit und Eigenart des Kolorits. Ferdinand Pohl nach einer Aufführung der Symphonischen Variationen (op. 27) im Leipziger Gewandhaus 1892